# Twiztid
I Twiztid sono un gruppo musicale hip hop statunitense attivo dal 1997.

## Storia del gruppo
Il gruppo si è formato a Detroit (Michigan) nel 1997 per iniziativa di Jamie Spaniolo e Paul Methric, attivi rispettivamente con gli pseudonimi Jamie Madrox e Monoxide Child. Entrambi i musicisti hanno fatto parte del gruppo horrorcore House of Krazees.
Il primo album Mostasteless è uscito nel 1997 in maniera indipendente. Nell'ottobre 2000 è uscito invece il secondo album Freek Show, che contiene una cover di People Are Strange dei Doors.
Dopo alcune raccolte ed EP, nel 2003 è uscito The Green Book. Il gruppo ha pubblicato con la Psychopathic Records fino al 2012. Dal 2014 è sotto contratto con la Majik Ninja.

## Discografia
- 1997 - Mostasteless
- 2000 - Freek Show
- 2000 - Cryptic Collection
- 2001 - Cryptic Collection Vol. 2
- 2002 - Mirror Mirror EP
- 2003 - 4 Tha Fam EP
- 2003 - The Green Book
- 2003 - Fright Fest '03 EP
- 2004 - Cryptic Collection Vol. 3
- 2005 - Man's Myth (Vol. 1)
- 2005 - Mutant (Vol. 2)
- 2005 - Fright Fest '05 EP
- 2006 - Cryptic Collection: Halloween Edition
- 2007 - Independents Day
- 2008 - Toxic Terror EP
- 2009 - End of Days EP
- 2009 - W.I.C.K.E.D.
- 2009 - Cryptic Collection: Holiday Edition
- 2009 - Heartbroken & Homicidal
- 2011 - Cryptic Collection Vol. 4
- 2011 - A Cutthroat Christmas EP
- 2012 - Kronik Collection
- 2012 - Abominationz
- 2013 - A New Nightmare EP
- 2014 - 4 Tha Fam, Vol. 2 Mixtape
- 2014 - Get Twiztid EP
- 2015 - The Darkness
- 2015 - The Moment You've All Been Waiting For
- 2017 - The Continuous Evilution of Life's ?'s
- 2019 - Generation Nightmare